# André Villas-Boas
Luís André Pina Cabral Villas-Boas, noto semplicemente come André Villas-Boas (Porto, 17 ottobre 1977), è un dirigente sportivo ed ex allenatore di calcio portoghese, presidente eletto del Porto.
Da allenatore ha vinto sette titoli, quattro con il Porto e tre con lo Zenit San Pietroburgo. In particolare, il successo ottenuto in Europa League nella stagione 2010-2011, alla guida tecnica del Porto, lo ha reso il più giovane allenatore a vincere una coppa europea, all'età di 33 anni e 213 giorni.
Terminata la carriera da allenatore nel 2022, si è candidato alle elezioni presidenziali del Porto del 2024, risultando eletto.

## Biografia
Villas-Boas proviene da una famiglia benestante di origini inglesi: il nonno era visconte di Gulhomil, mentre il bisnonno era barone di Paço Vieira.
È soprannominato Special Two in quanto ritenuto un "discepolo" di José Mourinho (avendo lavorato come suo collaboratore per diversi anni), il quale veniva chiamato con l'appellativo Special One.

## Carriera

### Allenatore

#### Gli esordi
(André Villas-Boas)
Villas-Boas, da sempre appassionato di statistica, non pratica mai il calcio giocato a livello professionistico e si avvicina alla tattica imparando dai videogiochi manageriali di fine anni ottanta.
Nel 1993, poco prima di iscriversi ad un istituto superiore di educazione fisica, lascia una lettera sotto la porta dell'allenatore inglese Bobby Robson, da poco ingaggiato alla guida tecnica del Porto, per consigliargli un uso più accurato dell'attaccante Domingos Paciência; da allora inizia a scambiare opinioni con l'allenatore inglese riguardo alla squadra e ai singoli calciatori.
Colpito dalle sue capacità di analisi, Robson lo inserisce prima come assistente all'interno del suo staff tecnico e successivamente lo manda a studiare alla scuola della federazione scozzese, trovandogli un posto come osservatore all'Ipswich Town. In seguito al passaggio al Barcellona nel 1996, Villas-Boas segue il suo mentore nella squadra catalana rimanendovi per cinque anni; proprio in questo periodo conosce per la prima volta il collega e connazionale José Mourinho.
Grazie all'influenza di Robson, Villas-Boas ottiene il patentino C della UEFA, solitamente riservato ai soli maggiorenni, al quale segue il patentino B.

#### Isole Vergini britanniche
Nel 2000, all'età di soli 23 anni, Villas-Boas accetta l'incarico di commissario tecnico della Nazionale delle Isole Vergini britanniche, ma viene esonerato dopo aver perso due partite di qualificazione al Campionato mondiale 2002, entrambe contro le Isole Bermuda; in seguito a questa esperienza, fa ritorno al Porto per allenare la formazione Under-19, con la quale vince facilmente il campionato di categoria.

#### Collaboratore al Chelsea e all'Inter
Dopo l'assunzione di José Mourinho come allenatore del Porto nel 2001, Villas-Boas ne diventa l'osservatore, incaricato di compilare i rapporti sulle squadre avversarie; nel frattempo ottiene il patentino A della UEFA, dal quale emerge la sua capacità di scoprire giovani talenti. La collaborazione con Mourinho continua, questa volta nel ruolo di assistente, prima al Chelsea (dal 2004 al 2007) e poi all'Inter (dal 2008 al 2009).

#### Académica
Al termine della prima stagione interista di Mourinho, Villas-Boas decide di iniziare una sua personale carriera da allenatore, lasciando il ruolo di assistente di Mourinho a José Morais; a tal proposito, dichiara «È stata una scelta difficile andarmene dall'Inter, ma volevo lavorare di più con la prima squadra e non è stato possibile. Ne ho parlato con Mourinho e ci siamo lasciati in buoni rapporti, gli sarò sempre riconoscente.»
Il 14 ottobre 2009 accetta l'incarico offertogli dall'Académica, subentrando all'esonerato Rogério Gonçalves, con la squadra che si trova all'ultimo posto in classifica dopo sette giornate. In seguito all'arrivo di Villas-Boas, l'Académica ottiene una serie di risultati positivi che la portano in undicesima posizione, fuori dalla zona retrocessione, e fino alle semifinali della Coppa portoghese.

#### Porto
Il 3 giugno 2010 viene ufficializzato il suo ingaggio come tecnico del Porto, con il quale firma un contratto biennale. Il 7 agosto seguente conquista il suo primo trofeo in carriera, aggiudicandosi la Supercoppa di Portogallo contro il Benfica (2-0). Il 29 dicembre prolunga il suo contratto con i Dragões inserendo una clausola rescissoria da quindici milioni di euro.
Il 3 aprile 2011 vince il campionato portoghese con cinque giornate di anticipo, mentre il 22 maggio conquista la Coppa di Portogallo sconfiggendo in finale il Vitória Guimarães per 6-2. Il 18 maggio si aggiudica anche l'Europa League in finale contro lo Sporting Braga del suo idolo Domingos Paciência, diventando così il più giovane allenatore a vincere una coppa europea all'età di 33 anni e 213 giorni (il record precedente, risalente al 1998, era dell'italiano Gianluca Vialli, con 33 anni e 308 giorni); grazie a questi risultati, porta a compimento un treble simile a quello di José Mourinho nel 2003 (che vinse il trofeo europeo quando ancora si chiamava Coppa UEFA).

#### Chelsea
Il 22 giugno 2011 viene ingaggiato dagli inglesi del Chelsea, che pagano i quindici milioni di euro della clausola rescissoria.
Il suo esordio ufficiale alla guida dei Blues avviene il 14 agosto seguente, nel pareggio per 0-0 sul campo dello Stoke City. L'inizio alla guida del club londinese è caratterizzato dalla conquista di diciannove punti nelle prime sette partite e dal passaggio agli ottavi di finale di Champions League; tuttavia nei mesi invernali la squadra raccoglie soltanto quattro vittorie in campionato, allontanandosi dai primi posti della classifica, e viene sconfitta per 1-3 nell'andata degli ottavi di finale di Champions League sul campo del Napoli.
Il 4 marzo, in seguito alla battuta d'arresto sul campo del West Bromwich Albion (0-1), Villas-Boas viene esonerato e sostituito dall'italiano Roberto Di Matteo.

#### Tottenham
Il 3 luglio 2012 viene ingaggiato dal Tottenham dopo le dimissioni di Harry Redknapp, firmando un contratto triennale.
Il suo esordio sulla panchina degli Spurs vede due soli punti ricavati nelle prime tre partite di campionato; il primo successo arriva il 16 settembre sul campo del Reading. Conclude la stagione con un quinto posto in campionato ed i quarti di finale di Europa League, dalla quale viene eliminato dagli svizzeri del Basilea.
Il 16 dicembre 2013, dopo un inizio di stagione difficoltoso, Villas-Boas e il club decidono consensualmente di risolvere il contratto.

#### Zenit San Pietroburgo
Il 18 marzo 2014 firma un contratto biennale con lo Zenit San Pietroburgo, sostituendo l'esonerato Luciano Spalletti. Due giorni più tardi viene presentato alla stampa. Porta la squadra al 2º posto in campionato distante un punto dal CSKA Mosca.
Nella stagione seguente in Champions viene eliminato ai gironi, in Coppa di Russia esce agli ottavi di finale ma riesce a vincere il campionato.
La stagione successiva inizia vincendo la Supercoppa e viene chiusa dalla squadra al 3º posto in campionato e con l'eliminazione agli ottavi di finale di Champions per mano del Benfica. Il 2 maggio 2016 vince la Coppa di Russia, battendo in finale il CSKA Mosca per 4-1. Il 24 maggio seguente rassegna le sue dimissioni da tecnico dello Zenit. Termina quindi l’esperienza russa dopo aver vinto un campionato, una Coppa e una supercoppa.

#### Shanghai SIPG
Il 4 novembre 2016 subentra al posto dello svedese Sven Goran Eriksson alla guida dello Shanghai SIPG, firmando un ricchissimo contratto di 13 milioni di euro a stagione.
Porta la squadra al 2º posto in campionato distante 6 punti dal Guangzhou, alle semifinali della Champions asiatica venendo eliminato dall’Urawa Red Diamonds e alla finale della Coppa della Cina persa contro lo Shanghai Shenhua. Il 30 novembre 2017 risolve il contratto con il club cinese.

#### Olympique Marsiglia
Il 28 maggio 2019 viene annunciato come nuovo tecnico dell'Olympique Marsiglia per le due stagioni successive. In campionato arriva dietro al PSG di 12 punti prima della sospensione dovuta al COVID-19, dalla Coppa di Lega viene eliminato dal Monaco già al terzo turno mentre dalla Coppa di Francia esce per mano del Lione ai quarti.
La stagione seguente esce dalla Champions arrivando ultimo nel girone con 3 punti dietro a Manchester City, Porto e Olympiacos; il club greco con gli stessi punti del Marsiglia si qualifica per l’Europa League in virtù di una migliore differenza reti. Il 13 gennaio 2021 perde la Supercoppa 2020 contro il Paris Saint-Germain per 2-1.
Il 2 febbraio Villas-Boas in conferenza stampa annuncia le dimissioni, con la squadra al 10º posto in Ligue 1 a 10 punti dalla zona Champions, dopo l'acquisto non gradito di Olivier Ntcham all'ultimo giorno di mercato e a pochi giorni dall'assalto degli ultras al centro sportivo del Marsiglia.

### Dirigente sportivo
Dopo aver deciso di terminare la carriera da allenatore nel 2022, nel 2024 si è candidato alle elezioni per la presidenza del Porto, venendo eletto il 28 aprile 2024.

## Altre attività
Nel 2018 Villas-Boas ha partecipato alla Rally Dakar insieme al connazionale Ruben Faria, alla guida di una Toyota Hilux; si è ritirato durante la quarta tappa a causa di un infortunio alla schiena.

## Statistiche

### Club
Statistiche da allenatore aggiornate al 21 febbraio 2021; in grassetto le competizioni vinte.
| Stagione                     | Squadra                      | Campionato                   | Campionato | Campionato | Campionato | Campionato | Coppe nazionali | Coppe nazionali | Coppe nazionali | Coppe nazionali | Coppe nazionali | Coppe continentali | Coppe continentali | Coppe continentali | Coppe continentali | Coppe continentali | Altre coppe | Altre coppe | Altre coppe | Altre coppe | Altre coppe | Totale | Totale | Totale | Totale | % Vittorie | Piazzamento |
| Stagione                     | Squadra                      | Comp                         | G          | V          | N          | P          | Comp            | G               | V               | N               | P               | Comp               | G                  | V                  | N                  | P                  | Comp        | G           | V           | N           | P           | G      | V      | N      | P      | %          | Piazzamento |
| ---------------------------- | ---------------------------- | ---------------------------- | ---------- | ---------- | ---------- | ---------- | --------------- | --------------- | --------------- | --------------- | --------------- | ------------------ | ------------------ | ------------------ | ------------------ | ------------------ | ----------- | ----------- | ----------- | ----------- | ----------- | ------ | ------ | ------ | ------ | ---------- | ----------- |
| ott. 2009-2010               | Académica                    | PL                           | 23         | 8          | 6          | 9          | CP+CdL          | 2+5             | 1+2             | 1+2             | 0+1             | -                  | -                  | -                  | -                  | -                  | -           | -           | -           | -           | -           | 30     | 11     | 9      | 10     | 36,67      | Sub., 11°   |
| 2010-2011                    | Porto                        | PL                           | 30         | 27         | 3          | 0          | CP+CdL          | 7+3             | 6+1             | 0+1             | 1+1             | UEL                | 17                 | 14                 | 1                  | 2                  | SP          | 1           | 1           | 0           | 0           | 58     | 49     | 5      | 4      | 84,48      | 1°          |
| 2011-mar. 2012               | Chelsea                      | PL                           | 27         | 13         | 7          | 7          | FACup+CdL       | 3+3             | 2+1             | 1+1             | 0+1             | UCL                | 7                  | 3                  | 2                  | 2                  | -           | -           | -           | -           | -           | 40     | 19     | 11     | 10     | 47,50      | Eson.       |
| 2012-2013                    | Tottenham                    | PL                           | 38         | 21         | 9          | 8          | FACup+CdL       | 2+2             | 1+1             | 0               | 1+1             | UEL                | 12                 | 4                  | 7                  | 1                  | -           | -           | -           | -           | -           | 54     | 27     | 16     | 11     | 50,00      | 5º          |
| ago.-dic. 2013               | Tottenham                    | PL                           | 16         | 8          | 3          | 5          | FACup+CdL       | 0+2             | 1               | 1               | 0               | UEL                | 8                  | 8                  | 0                  | 0                  | -           | -           | -           | -           | -           | 26     | 17     | 4      | 5      | 65,38      | Dimiss.     |
| Totale Tottenham             | Totale Tottenham             | Totale Tottenham             | 54         | 29         | 12         | 13         |                 | 6               | 3               | 1               | 2               |                    | 20                 | 12                 | 7                  | 1                  |             | -           | -           | -           | -           | 80     | 44     | 20     | 16     | 55,00      |             |
| mar.-mag. 2014               | Zenit San Pietroburgo        | PL                           | 9          | 7          | 1          | 1          | KR              | -               | -               | -               | -               | UCL                | -                  | -                  | -                  | -                  | -           | -           | -           | -           | -           | 9      | 7      | 1      | 1      | 77,78      | Sub., 2°    |
| 2014-2015                    | Zenit San Pietroburgo        | PL                           | 30         | 20         | 7          | 3          | KR              | 2               | 1               | 0               | 1               | UCL+UEL            | 10+6               | 5+3                | 1+1                | 4+2                |             |             |             |             |             | 48     | 29     | 9      | 10     | 60,42      | 1°          |
| 2015-2016                    | Zenit San Pietroburgo        | PL                           | 30         | 17         | 8          | 5          | KR              | 5               | 4               | 1               | 0               | UCL                | 8                  | 5                  | 0                  | 3                  | SR          | 1           | 0           | 1           | 0           | 44     | 26     | 10     | 8      | 59,09      | 3°          |
| Totale Zenit San Pietroburgo | Totale Zenit San Pietroburgo | Totale Zenit San Pietroburgo | 69         | 44         | 16         | 9          |                 | 7               | 5               | 1               | 1               |                    | 24                 | 13                 | 2                  | 9                  |             | 1           | 0           | 1           | 0           | 101    | 62     | 20     | 19     | 61,39      |             |
| nov. 2016-2017               | Shanghai SIPG                | SL                           | 30         | 17         | 7          | 6          | CdC             | 8               | 5               | 1               | 2               | ACL                | 13                 | 8                  | 1                  | 4                  | -           | -           | -           | -           | -           | 51     | 30     | 9      | 12     | 58,82      | Sub., 2°    |
| 2019-2020                    | Olympique Marsiglia          | L1                           | 28         | 16         | 8          | 4          | CF+CdL          | 4+1             | 2+0             | 1+0             | 1+1             | -                  | -                  | -                  | -                  | -                  | -           | -           | -           | -           | -           | 33     | 18     | 9      | 6      | 54,55      | 2°          |
| 2020-feb. 2021               | Olympique Marsiglia          | L1                           | 20         | 9          | 5          | 6          | CF              | 0               | 0               | 0               | 0               | UCL                | 6                  | 1                  | 0                  | 5                  | -           | -           | -           | -           | -           | 26     | 10     | 5      | 11     | 38,46      | Dimiss.     |
| Totale Olympique Marsiglia   | Totale Olympique Marsiglia   | Totale Olympique Marsiglia   | 48         | 25         | 13         | 10         |                 | 5               | 2               | 1               | 1               |                    | 6                  | 1                  | 0                  | 5                  |             | -           | -           | -           | -           | 59     | 27     | 14     | 15     | 45,76      |             |
| Totale carriera              | Totale carriera              | Totale carriera              | 281        | 160        | 62         | 53         |                 | 49              | 28              | 10              | 11              |                    | 87                 | 51                 | 13                 | 23                 |             | 2           | 1           | 1           | 0           | 419    | 239    | 83     | 86     | 57,04      |             |

### Nazionale
| Cronologia completa delle presenze e delle reti in nazionale ― Isole Vergini Britanniche | Cronologia completa delle presenze e delle reti in nazionale ― Isole Vergini Britanniche | Cronologia completa delle presenze e delle reti in nazionale ― Isole Vergini Britanniche | Cronologia completa delle presenze e delle reti in nazionale ― Isole Vergini Britanniche | Cronologia completa delle presenze e delle reti in nazionale ― Isole Vergini Britanniche | Cronologia completa delle presenze e delle reti in nazionale ― Isole Vergini Britanniche | Cronologia completa delle presenze e delle reti in nazionale ― Isole Vergini Britanniche | Cronologia completa delle presenze e delle reti in nazionale ― Isole Vergini Britanniche |
| Data                                                                                     | Città                                                                                    | In casa                                                                                  | Risultato                                                                                | Ospiti                                                                                   | Competizione                                                                             | Reti                                                                                     | Note                                                                                     |
| ---------------------------------------------------------------------------------------- | ---------------------------------------------------------------------------------------- | ---------------------------------------------------------------------------------------- | ---------------------------------------------------------------------------------------- | ---------------------------------------------------------------------------------------- | ---------------------------------------------------------------------------------------- | ---------------------------------------------------------------------------------------- | ---------------------------------------------------------------------------------------- |
| 5-3-2000                                                                                 | Tortola                                                                                  | Isole Vergini Britanniche                                                                | 1 – 5                                                                                    | Bermuda                                                                                  | Qual. Mondiali 2002                                                                      | 60' Avondale Williams                                                                    |                                                                                          |
| 19-3-2000                                                                                | Hamilton                                                                                 | Bermuda                                                                                  | 9 – 0                                                                                    | Isole Vergini Britanniche                                                                | Qual. Mondiali 2002                                                                      | -                                                                                        |                                                                                          |
| Totale                                                                                   |                                                                                          | Presenze                                                                                 | 2                                                                                        |                                                                                          | Reti                                                                                     |                                                                                          |                                                                                          |

## Palmarès

### Competizioni nazionali
- Supercoppa di Portogallo: 1

Porto: 2010
- Campionato portoghese: 1

Porto: 2010-2011
- Coppa del Portogallo: 1

Porto: 2010-2011
- Campionato russo: 1

Zenit San Pietroburgo: 2014-2015
- Supercoppa di Russia: 1

Zenit San Pietroburgo: 2015
- Coppa di Russia: 1

Zenit San Pietroburgo: 2015-2016

### Competizioni internazionali
- UEFA Europa League: 1

Porto: 2010-2011